# Passage Piat
Le passage Piat est une voie du 20e arrondissement de Paris, en France.

## Situation et accès
Le passage Piat est situé dans le 20e arrondissement de Paris. Il débute au 63, rue des Couronnes et se termine sur la rue Piat.

## Origine du nom
Cette voie tient son nom de celui du propriétaire des terrains sur lesquels elle a été ouverte. Jean-Jacques Piat était un notaire bellevillois, qui fut également conseiller municipal de l'ex-commune de Belleville dans les années 1830-1840. L'étude (no XXXVII au minutier central des Archives nationales) qu'il tint de 1835 à 1847 se situait aux 58-60, rue de Paris (actuelle rue de Belleville).

## Historique
Cette voie qui était précédemment une partie du passage d'Isly a pris sa dénomination actuelle par un arrêté du 1er février 1877.
L'ouverture du square Alexandre-Luquet a fait disparaitre une partie du passage.
Cette voie est ouverte à la circulation publique par un arrêté du 23 juin 1959. 